# آر4: ريدج ريسر تايب 4
آر4: ريدج ريسر تايب 4 (بالإنجليزية:R4: Ridge Racer Type 4) لعبة فيديو من نوع سباق سيارات من تطوير وتوزيع شركة نامكو ونشر أيضا من شركة سوني إنتراكتيف إنترتينمنت صدرت لأول مره في 3 ديسمبر 1998 في اليابان وتعمل على جهاز بلاي ستيشن.
في عام 2018 ظهرت اللعبة على جهاز بلاي ستيشن كلاسيك.

## روابط خارجية
- لعبة آر4: ريدج ريسر تايب 4 على موقع موبي.